# 1-й гонведный Будапештский пехотный полк
1-й го́нведный Будапе́штский пехо́тный полк (венг. Budapesti 11. honvéd gyalogezred, нем. Budapester Landwehr-Infanterieregiment Nr. 1) — пехотный полк Королевского венгерского гонведа вооружённых сил Австро-Венгрии.

## История
Полк образован в 1886 году. Штаб — Будапешт. Полковой цвет — серый с золотом. Этнический состав полка по состоянию на 1914 год: 91 % — венгры. Все три батальона полка размещались в Будапеште.
В 1914 году полк в составе 81-й пехотной бригады, 20-й пехотной дивизии гонведа и 3-го корпуса 2-й армии Австро-Венгрии участвовал в Первой мировой войне на Восточном фронте. Полк участвовал в битве за гору Маковка против русских войск, которая завершилась тактическим поражением австро-венгерской армии: в частности, 1-й гонведный полк потерял пленными 2 офицеров и 147 нижних чинов батальона Бема.